# Copa Pan-Americana de Voleibol Masculino de 2022
A Copa Pan-Americana de Voleibol Masculino de 2022 foi a 15.ª edição deste torneio organizado pela Confederação da América do Norte, Central e Caribe de Voleibol (NORCECA) em parceria com a Volleyball Canadá, realizado no período entre 9 e 14 de agosto, com as partidas ocorrendo no Centro Slush Puppie, na cidade de Gatineau, no Canadá.
Na final inédita, a seleção cubana conquistou seu quinto título da competição ao derrotarem a seleção anfitriã do torneio por 3 sets a 0. Completando o pódio, a seleção norte-americana derrotou a seleção do Chile por 3 sets a 1 na disputa pelo terceiro lugar. O ponteiro cubano Osniel Melgarejo foi eleito o melhor jogador do torneio.

## Seleções participantes
As seguintes seleções foram qualificadas a competir a Copa Pan-Americana de 2022:
| Grupo | Equipe               | Última aparição |
| ----- | -------------------- | --------------- |
| A     | Chile                | 2019            |
| A     | Cuba                 | 2021            |
| A     | Estados Unidos       | 2021            |
| A     | República Dominicana | 2021            |
| B     | Brasil               | 2018            |
| B     | Canadá               | 2021            |
| B     | México               | 2021            |
| B     | Porto Rico           | 2021            |

## Formato da disputa
O torneio foi dividido em duas fases: fase classificatória e fase final.
Na fase preliminar as 8 equipes participantes foram distribuídas proporcionalmente em dois grupos, disputada em turno único, com todas as equipes se enfrentando dentro de seu grupo. Ao término desta fase, as primeiras equipes de cada grupo avançarão para as semifinais, enquanto as segundo e terceiras colocadas avançarão para as quartas de final. As equipes perdedoras das quartas de final se juntarão as últimas equipes da fase classificatória para as partidas de composição de tabela.

### Critérios de desempate
1. Maior número de partidas ganhas.
2. Maior número de pontos obtidos, que são concedidos da seguinte forma:
  - Partida com resultado final 3–0: 5 pontos para o vencedor e 0 pontos para o perdedor.
  - Partida com resultado final 3–1: 4 pontos para o vencedor e 1 pontos para o perdedor.
  - Partida com resultado final 3–2: 3 pontos para o vencedor e 2 pontos para o perdedor.
3. Proporção entre pontos ganhos e pontos perdidos (razão de pontos).
4. Proporção entre os sets ganhos e os sets perdidos (razão de sets).
5. Se o empate persistir entre duas equipes, a prioridade é dada à equipe que venceu a última partida entre as equipes envolvidas.
6. Se o empate persistir entre três equipes ou mais, uma nova classificação será feita levando-se em conta apenas as partidas entre as equipes envolvidas.[5]

## Fase classificatória
Todas as partidas seguem o horário local (UTC−04:00).

### Grupo A
|     |                      |     | Jogos | Jogos | Jogos | Resultados | Resultados | Resultados | Resultados | Resultados | Resultados | Sets | Sets | Sets  | Pontos | Pontos | Pontos |
| Pos | Equipe               | Pts | T     | V     | D     | 3–0        | 3–1        | 3–2        | 2–3        | 1–3        | 0–3        | V    | P    | R     | V      | P      | R      |
| --- | -------------------- | --- | ----- | ----- | ----- | ---------- | ---------- | ---------- | ---------- | ---------- | ---------- | ---- | ---- | ----- | ------ | ------ | ------ |
| 1   | Cuba                 | 15  | 3     | 3     | 0     | 3          | 0          | 0          | 0          | 0          | 0          | 9    | 0    | MAX   | 228    | 186    | 1.226  |
| 2   | Estados Unidos       | 10  | 3     | 2     | 1     | 2          | 0          | 0          | 0          | 0          | 1          | 6    | 3    | 2.000 | 210    | 197    | 1.066  |
| 3   | Chile                | 4   | 3     | 1     | 2     | 0          | 1          | 0          | 0          | 0          | 2          | 3    | 7    | 0.429 | 212    | 238    | 0.891  |
| 4   | República Dominicana | 1   | 3     | 0     | 3     | 0          | 0          | 0          | 0          | 1          | 2          | 1    | 9    | 0.111 | 217    | 246    | 0.882  |

| Data   | Hora  |                      | Placar |                      | Set 1 | Set 2 | Set 3 | Set 4 | Set 5 | Total | Relatório |
| ------ | ----- | -------------------- | ------ | -------------------- | ----- | ----- | ----- | ----- | ----- | ----- | --------- |
| 9 ago  | 11:30 | República Dominicana | 0–3    | Estados Unidos       | 23–25 | 23–25 | 23–25 |       |       | 69–75 | P2 P3     |
| 9 ago  | 17:00 | Chile                | 0–3    | Cuba                 | 17–25 | 20–25 | 26–28 |       |       | 63–78 | P2 P3     |
| 10 ago | 11:30 | Cuba                 | 3–0    | República Dominicana | 25–21 | 25–21 | 25–21 |       |       | 75–63 | P2 P3     |
| 10 ago | 17:00 | Estados Unidos       | 3–0    | Chile                | 25–22 | 25–17 | 25–14 |       |       | 75–53 | P2 P3     |
| 11 ago | 11:30 | Chile                | 3–1    | República Dominicana | 21–25 | 25–22 | 25–23 | 25–15 |       | 96–85 | P2 P3     |
| 11 ago | 17:00 | Estados Unidos       | 0–3    | Cuba                 | 21–25 | 20–25 | 19–25 |       |       | 60–75 | P2 P3     |

### Grupo B
|     |            |     | Jogos | Jogos | Jogos | Resultados | Resultados | Resultados | Resultados | Resultados | Resultados | Sets | Sets | Sets  | Pontos | Pontos | Pontos |
| Pos | Equipe     | Pts | T     | V     | D     | 3–0        | 3–1        | 3–2        | 2–3        | 1–3        | 0–3        | V    | P    | R     | V      | P      | R      |
| --- | ---------- | --- | ----- | ----- | ----- | ---------- | ---------- | ---------- | ---------- | ---------- | ---------- | ---- | ---- | ----- | ------ | ------ | ------ |
| 1   | Canadá     | 10  | 3     | 2     | 1     | 1          | 0          | 1          | 1          | 0          | 0          | 8    | 5    | 1.600 | 288    | 250    | 1.152  |
| 2   | México     | 9   | 3     | 2     | 1     | 0          | 1          | 1          | 1          | 0          | 0          | 8    | 6    | 1.333 | 291    | 297    | 0.980  |
| 3   | Porto Rico | 7   | 3     | 2     | 1     | 0          | 1          | 1          | 0          | 0          | 1          | 6    | 6    | 1.000 | 260    | 260    | 1,000  |
| 4   | Brasil     | 4   | 3     | 0     | 3     | 0          | 0          | 0          | 1          | 2          | 0          | 4    | 9    | 0.444 | 268    | 300    | 0.893  |

| Data   | Hora  |        | Placar |            | Set 1 | Set 2 | Set 3 | Set 4 | Set 5 | Total   | Relatório |
| ------ | ----- | ------ | ------ | ---------- | ----- | ----- | ----- | ----- | ----- | ------- | --------- |
| 9 ago  | 14:00 | Brasil | 1–3    | Porto Rico | 21–25 | 18–25 | 25–21 | 25–27 |       | 89–98   | P2 P3     |
| 9 ago  | 19:30 | Canadá | 2–3    | México     | 25–23 | 25–13 | 21–25 | 23–25 | 11–15 | 105–101 | P2 P3     |
| 10 ago | 14:00 | Brasil | 1–3    | México     | 25–19 | 20–25 | 18–25 | 19–25 |       | 82–94   | P2 P3     |
| 10 ago | 19:30 | Canadá | 3–0    | Porto Rico | 25–17 | 25–17 | 25–18 |       |       | 75–52   | P2 P3     |
| 11 ago | 14:00 | México | 2–3    | Porto Rico | 14–25 | 15–25 | 25–21 | 25–20 | 17–19 | 96–110  | P2 P3     |
| 11 ago | 19:30 | Canadá | 3–2    | Brasil     | 22–25 | 25–20 | 21–25 | 25–20 | 15–7  | 108–97  | P2 P3     |

## Fase final

### Chaveamento
|  | Quartas de final | Quartas de final |                |   | Semifinais | Semifinais     |                |  | Final | Final |
|  |                  |                  |                |   |            |                |                |  |       |       |
|  |                  |                  |                |   |            |                |                |  |       |       |
|  |                  |                  |                |   |            |                |                |  |       |       |
|  | México           | 2                |                |   |            |                |                |  |       |       |
|  | México           | 2                |                |   |            |                |                |  |       |       |
|  | Chile            | 3                |                |   |            |                |                |  |       |       |
|  | Chile            | 3                | Cuba           | 3 |            |                |                |  |       |       |
|  |                  |                  | Cuba           | 3 |            |                |                |  |       |       |
|  |                  |                  | Chile          | 0 |            |                |                |  |       |       |
|  |                  |                  | Chile          | 0 |            |                |                |  |       |       |
|  |                  |                  |                |   |            |                |                |  |       |       |
|  |                  |                  |                |   |            |                |                |  |       |       |
|  | Cuba             | 3                |                |   |            |                |                |  |       |       |
|  | Cuba             | 3                |                |   |            |                |                |  |       |       |
|  |                  | Canadá           | 0              |   |            |                |                |  |       |       |
|  | Estados Unidos   | Canadá           | 0              | 3 |            |                |                |  |       |       |
|  | Estados Unidos   |                  |                | 3 |            |                |                |  |       |       |
|  | Porto Rico       | 0                |                |   |            |                |                |  |       |       |
|  | Porto Rico       | 0                | Canadá         | 3 |            |                |                |  |       |       |
|  |                  |                  | Canadá         | 3 |            |                |                |  |       |       |
|  |                  |                  | Estados Unidos | 2 |            | Terceiro lugar | Terceiro lugar |  |       |       |
|  |                  |                  | Estados Unidos | 2 |            | Terceiro lugar | Terceiro lugar |  |       |       |
|  |                  |                  |                |   |            |                |                |  |       |       |
|  |                  |                  |                |   |            |                |                |  |       |       |
|  | Chile            | 1                |                |   |            |                |                |  |       |       |
|  | Chile            | 1                |                |   |            |                |                |  |       |       |
|  | Estados Unidos   | 3                |                |   |            |                |                |  |       |       |
|  | Estados Unidos   | 3                |                |   |            |                |                |  |       |       |

|  | 5º – 8º lugar        | 5º – 8º lugar |              |   | Quinto lugar | Quinto lugar |
|  |                      |               |              |   |              |              |
|  |                      |               |              |   |              |              |
|  |                      |               |              |   |              |              |
|  | Brasil               | 0             |              |   |              |              |
|  | Brasil               | 0             |              |   |              |              |
|  | Porto Rico           | 3             |              |   |              |              |
|  | Porto Rico           | 3             | Porto Rico   | 1 |              |              |
|  |                      |               | Porto Rico   | 1 |              |              |
|  |                      | México        | 3            |   |              |              |
|  | República Dominicana | México        | 3            | 1 |              |              |
|  | República Dominicana |               |              | 1 |              |              |
|  | México               | 3             |              |   |              |              |
|  | México               | 3             | Sétimo lugar |   |              |              |
|  |                      |               |              |   |              |              |
|  |                      |               |              |   |              |              |
|  |                      |               |              |   |              |              |
|  | Brasil               | 2             |              |   |              |              |
|  | Brasil               | 2             |              |   |              |              |
|  | República Dominicana | 3             |              |   |              |              |

### Quartas de final
| Data   | Hora  |                | Placar |            | Set 1 | Set 2 | Set 3 | Set 4 | Set 5 | Total   | Relatório |
| ------ | ----- | -------------- | ------ | ---------- | ----- | ----- | ----- | ----- | ----- | ------- | --------- |
| 12 ago | 17:00 | México         | 2–3    | Chile      | 25–17 | 17–25 | 21–25 | 26–24 | 14–16 | 103–107 | P2 P3     |
| 12 ago | 19:30 | Estados Unidos | 3–0    | Porto Rico | 25–17 | 29–27 | 26–24 |       |       | 80–68   | P2 P3     |

### 5º – 8º lugar
| Data   | Hora  |                      | Placar |            | Set 1 | Set 2 | Set 3 | Set 4 | Set 5 | Total  | Relatório |
| ------ | ----- | -------------------- | ------ | ---------- | ----- | ----- | ----- | ----- | ----- | ------ | --------- |
| 13 ago | 11:30 | Brasil               | 0–3    | Porto Rico | 23–25 | 22–25 | 19–25 |       |       | 64–75  | P2 P3     |
| 13 ago | 14:00 | República Dominicana | 1–3    | México     | 14–25 | 29–27 | 18–25 | 15–25 |       | 76–102 | P2 P3     |

### Semifinais
| Data   | Hora  |        | Placar |                | Set 1 | Set 2 | Set 3 | Set 4 | Set 5 | Total   | Relatório |
| ------ | ----- | ------ | ------ | -------------- | ----- | ----- | ----- | ----- | ----- | ------- | --------- |
| 13 ago | 17:00 | Cuba   | 3–0    | Chile          | 25–16 | 25–20 | 25–21 |       |       | 75–57   | P2 P3     |
| 13 ago | 19:30 | Canadá | 3–2    | Estados Unidos | 22–25 | 21–25 | 29–27 | 25–23 | 15–12 | 112–112 | P2 P3     |

### Sétimo lugar
| Data   | Hora |        | Placar |                      | Set 1 | Set 2 | Set 3 | Set 4 | Set 5 | Total   | Relatório |
| ------ | ---- | ------ | ------ | -------------------- | ----- | ----- | ----- | ----- | ----- | ------- | --------- |
| 14 ago | 9:00 | Brasil | 2–3    | República Dominicana | 23–25 | 25–22 | 17–25 | 25–18 | 10–15 | 100–105 | P2 P3     |

### Quinto lugar
| Data   | Hora  |            | Placar |        | Set 1 | Set 2 | Set 3 | Set 4 | Set 5 | Total  | Relatório |
| ------ | ----- | ---------- | ------ | ------ | ----- | ----- | ----- | ----- | ----- | ------ | --------- |
| 14 ago | 11:30 | Porto Rico | 3–1    | México | 26–24 | 25–27 | 25–23 | 25–19 |       | 101–93 | P2 P3     |

### Terceiro lugar
| Data   | Hora  |       | Placar |                | Set 1 | Set 2 | Set 3 | Set 4 | Set 5 | Total | Relatório |
| ------ | ----- | ----- | ------ | -------------- | ----- | ----- | ----- | ----- | ----- | ----- | --------- |
| 14 ago | 14:30 | Chile | 1–3    | Estados Unidos | 16–25 | 15–25 | 25–22 | 21–25 |       | 77–97 | P2 P3     |

### Final
| Data   | Hora  |      | Placar |        | Set 1 | Set 2 | Set 3 | Set 4 | Set 5 | Total | Relatório |
| ------ | ----- | ---- | ------ | ------ | ----- | ----- | ----- | ----- | ----- | ----- | --------- |
| 14 ago | 17:00 | Cuba | 3–0    | Canadá | 25–17 | 25–17 | 25–23 |       |       | 75–57 | P2 P3     |

## Classificação final
| Pos            | Equipe               |
| -------------- | -------------------- |
| Campeão        | Cuba                 |
| Vice-campeão   | Canadá               |
| Terceiro lugar | Estados Unidos       |
| 4              | Chile                |
| 5              | Porto Rico           |
| 6              | México               |
| 7              | República Dominicana |
| 8              | Brasil               |

## Premiações
| Copa Pan-Americana de 2022 |
| Cuba                       |
| -------------------------- |
| Cuba Campeã (5.º título)   |

### Individuais
Os atletas que se destacaram individualmente foramː

### Por posição
| - Most Valuable Player (MVP) Osniel Melgarejo - Melhor levantador Luke Herr - Melhores ponteiros Osniel Melgarejo Vicente Parraguirre | - Melhores centrais Nyerovwome Omene Thiery Nascimento - Melhores oposto Jesús Herrera Jaime - Melhor líbero Yonder García |

### Por fundamento
| - Maior pontuador Vicente Parraguirre - Melhor sacador Miguel Ángel López - Melhor defensor Mason Briggs | - Melhor receptor Yonder García - Melhor bloqueador Jordan Schnitzer |